# Денау
Денау (узб. Denov / Денов, тадж. Деҳнав) — город в Сурхандарьинской области Узбекистана, административный центр Денауского района.

## Название
Русское название города — Денау. Русскоязычная версия сайта государственной власти Узбекистана использует вариант названия Денов. Название происходит от таджикского «деҳнав» — «новое селение»

## История
В древности на месте современного Денау находился город Чаганиан. Позже село Денау был центром одноимённого бекства Бухарского эмирата.
В 1929 году через Денау была проведена железная дорога. 27 января 1958 года посёлок городского типа Денау Денауского района преобразован в город областного подчинения.
В Денау находится памятник архитектуры Средневековья — медресе Саид Аталык XV века.
В Денау имеется большая мечеть (одновременно вмещает 5000 человек) и Молитвенный дом Покрова Божией Матери Русской Православной церкви.

## География
Город расположен на высоте 520 метров над уровнем моря в 150 км к северо-востоку от Термеза, в междуречье Сурхандарьи и её притока Сангардак в Сурхан-Шерабадской долине. В черте города протекает река Кызыл-Су.
На территории Денауского района находятся Гиссарский хребет юго-западного Памиро-Алая (высшая точка — гора Чульбаир) и Бабатагские горы.
Железнодорожная станция на линии Термез — Душанбе (90 км).

## Климат
Летние температуры достигают +50 °C. Зимой снег выпадает 2-3 раза и тает в течение нескольких дней. Среднесуточные температуры — от +3,6°С в январе до +28,4°С в июле.

## Экономика
В городе есть хлопкоочистительный, маслоэкстракционный, кирпичный, авторемонтный и ликёроводочный заводы, а также нефтехранилище.
В советское время действовала плодово-виноградарская селекционная станция. Имеется филиал Научно-исследовательского института плодоводства, виноградарства и виноделия имени Р.Р. Шредера.
Единственное место в бывшем Советском Союзе, где выращивался сахарный тростник и выпускался ром. В городе находится самый крупный в Сурхандарьинском регионе базар.
Развитая сфера услуг, в том числе заведения общественного питания, индивидуального пошива одежды, ремонта обуви и т.д.
В Денау выпускается межрайонная газета «Чаганиён». Функционирует местное телевидение.
Есть автобусная станция с отправлением автобусов по району, в районные центры Сурхандарьинской области, в ближайшие областные центры, в том числе и в Ташкент.
Железнодорожный вокзал располагается на линии, связывающей столицу Таджикистана Душанбе с другими городами, в том числе и с Россией.
А с февраля 2011 года был открыт рейс Денау — Ташкент, проходящий по новому железнодорожного пути Кумкурган — Байсун — Ташгузар. Имеется 2 гостиницы, в том числе «Hotel Eurasia».
В последнее время через Денау ежегодно транзитом проезжают туристы разных стран, которые путешествуют по Узбекистану, продолжая свой путь и по соседнему Таджикистану. Поток транзитных туристов растёт с каждым годом.

## Население
Денау — 1-й по численности населения город Сурхандарьинской области и 15-й в Узбекистане. Население — 130 500 жителей (2017). Входит в число самых крупных районов республики.
| Год                  | 1970 | 1991 | 2009  | 2017  |
| Население, тыс. чел. | 25   | 49,3 | 104,4 | 130,5 |

В городе проживают узбеки, таджики, согутарош (одна из групп таджикоязычных цыган), русские, татары, корейцы, уйгуры и представители других национальностей.

## Известные уроженцы
- Шариф Эргашев (1916—1978) — Герой Советского Союза, участник Великой Отечественной войны.
- Кабаев Марат Вазыхович — советский футболист, отец российской гимнастки, олимпийской чемпионки 2000 года Алины Кабаевой.
- В Денау жил полный кавалер ордена Славы трёх степеней Александр Илларионович Ткачёв (1907—1976), участник Великой Отечественной войны.